# Щербаков, Иван Иванович (лётчик)
Иван Иванович Щербаков (29 декабря 1915 — 4 декабря 1960) — советский офицер, участник Великой Отечественной войны, командир эскадрильи 176-го гвардейского истребительного авиационного Проскуровского Краснознамённого ордена Александра Невского полка (265-я истребительная авиационная дивизия, 16-я воздушная армия, 1-й Белорусский фронт), гвардии капитан, Герой Советского Союза (1946).

## Биография

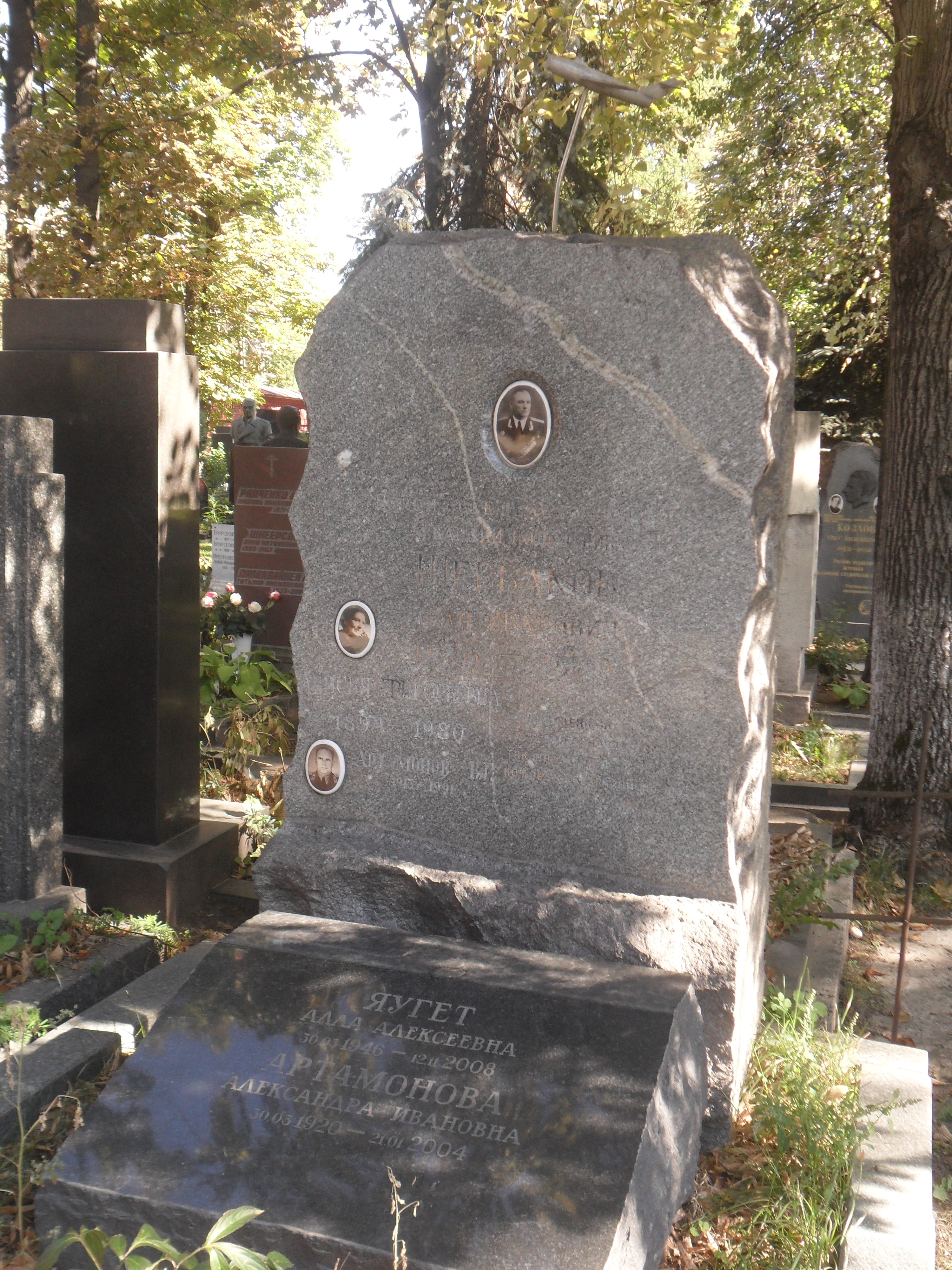
Могила Щербакова на Новодевичьем кладбище Москвы

Родился 29 декабря 1915 года в деревне Ивашково в крестьянской семье. Русский. Окончил 8 классов, школу ФЗУ и аэроклуб. Работал слесарем.
В Красную Армию призван в 1940 году. В том же году окончил Ярославскую военную авиационную школу пилотов. C 1941 по 1943 год служил лётчиком-инструктором в Вязниковской авиационной школе пилотов (Владимирская область).
В действующей армии с сентября 1943 года. В боевых вылетах принимал участие с 20 января 1944 года. Сражался на истребителях Ла-5 и Ла-7 в 19-м (с 19 августа 1944 года — 176-м гвардейском) истребительном авиационном полку на 1-м Украинском, 3-м Прибалтийском и 1-м Белорусском фронтах.
В составе 2-й воздушной армии участвовал на 1-м Украинском фронте в Ровно-Луцкой и Проскуровско-Черновицкой наступательных операциях. В это время он одержал свои первые воздушные победы, сбив 1 мая 1944 года в один день два вражеских истребителя Ме-109.
На 1-м Белорусском фронте в составе 16-й, а затем 6-й воздушной армии участвовал в Бобруйской (24 — 29 июня 1944 года) и Люблин-Брестской (18 июля — 2 августа 1944 года) наступательных операциях — этапах Белорусской стратегической операции «Багратион», в том числе освобождении городов Бобруйск и Барановичи, Ковель, польских городов Лукув, Люблин, Миньск-Мазовецки, Седлец.
На 3-м Прибалтийском фронте в составе 14-й воздушной армии участвовал в Рижской наступательной операции.
На 1-м Белорусском фронте в составе 16-й воздушной армии участвовал в Варшавско-Познанской наступательной операции, в том числе освобождении городов Скерневице, Лович, Сохачев, Лодзь, Кутно.
В феврале — марте 1945 года участвовал в воздушных боях над территорией Германии, в прикрытии Одерских плацдармов на подступах к Берлину.
С 16 апреля по 8 мая 1945 года участвовал в Берлинской стратегической наступательной операции. Перед операцией полк был передан в оперативное подчинение 265-й истребительной авиационной дивизии. В этой операции одержал свои последние воздушные победы.
К концу войны совершил 123 успешных боевых вылета, в 20 воздушных боях сбил 15 самолётов противника.
Указом Президиума Верховного Совета СССР от 15 мая 1946 года за мужество и героизм, проявленные в воздушных боях, Щербакову Ивану Ивановичу присвоено звание Героя Советского Союза с вручением ордена Ленина и медали «Золотая Звезда».
После войны продолжал службу в Военно-воздушных силах. С 1957 года полковник — в запасе.
Скончался 4 декабря 1960 года. Похоронен в Москве на Новодевичьем кладбище.

## Награды
- Медаль «Золотая Звезда» Героя Советского Союза;
- орден Ленина (15 мая 1946 года);
- два ордена Красного Знамени;
- орден Александра Невского;
- два ордена Красной Звезды;
- медали.

## Память
- В городе Вязники на здании бывшего клуба Нововязниковской льноткацко-прядильной фабрики установлена мемориальная доска с именами Героев Советского Союза, в том числе с именем Щербакова.
- Мемориальная доска в честь И. И. Щербакова установлена на фасаде здания краеведческого музея в Пронске[3].
- Имя И. И. Щербакова занесено на памятник для почитания подвигов защитников Отечества и вечного поминовения Преображенской церкви Рязани[3].